# Wladimir Alexandrowitsch Lugowskoi

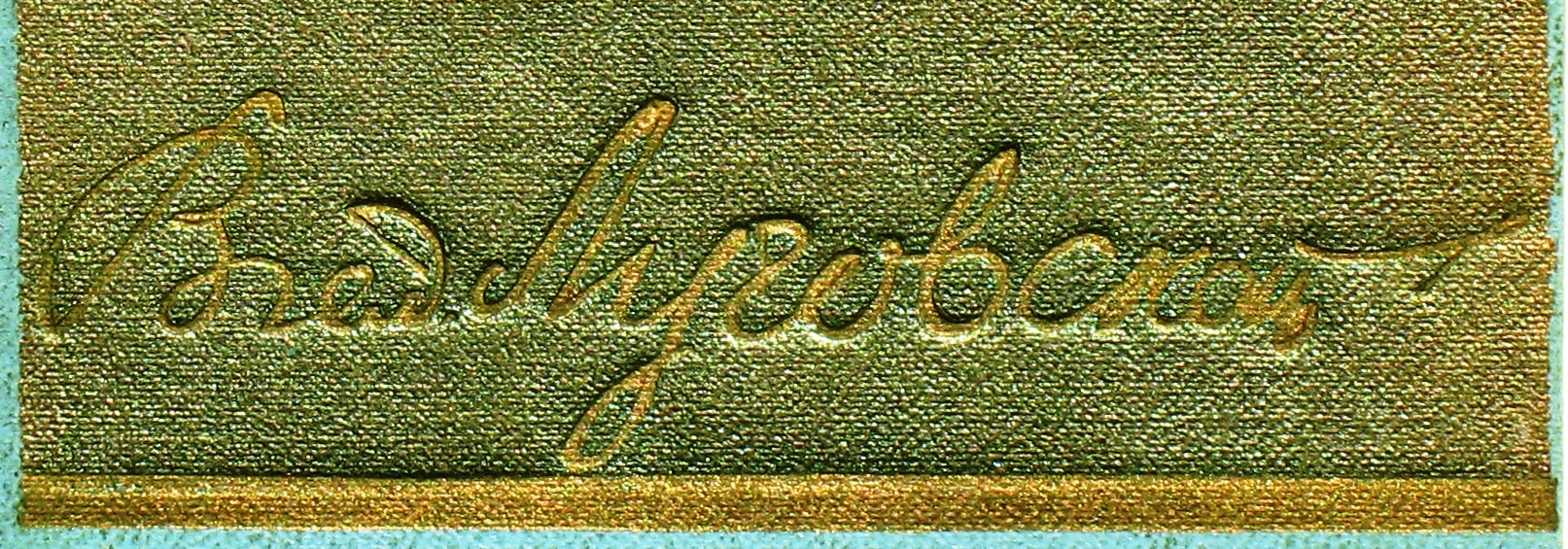
Unterschrift des russischen Dichters Wladimir Alexandrowitsch Lugowskoi

Wladimir Alexandrowitsch Lugowskoi (russisch Владимир Александрович Луговской; * 18. Junijul. / 1. Juli 1901greg. in Moskau; † 5. Juni 1957 in Jalta) war ein konstruktivistischer Dichter.

## Leben
Lugowskois Vater Alexander Fjodorowitsch Lugowskoi war Lehrer der Literatur und Inspektor der oberen Klassen im 1. Moskauer Gymnasium. Nach der Oktoberrevolution leitete er Schulen auf dem Lande. Die Mutter war Sängerin. Lugowskoi besuchte das 1. Moskauer Gymnasium mit Abschluss 1918 und begann das Studium an der Universität Moskau. Nach der Oktoberrevolution zu Beginn des Russischen Bürgerkriegs wurde er zur Roten Armee einberufen und diente an der Westfront in einem Lazarett. Dann absolvierte er die Hauptschule des Wsewobutsch-Militärausbildungssystems und studierte 1919–1921 am Militärinstitut für Pädagogik. Darauf arbeitete er in der Innenverwaltung des Kreml und in der Militärschule des Allrussischen Zentralen Exekutivkomitees.
Lugowskoi begann bereits in der Wsewobutsch-Schule Gedichte zu schreiben. Erste Gedichte wurden 1924 gedruckt. 1926 erschien sein Gedichtband Spolochin. Er wurde Mitglied der 1924 von Korneli Ljuzianowitsch Selinski, Ilja Lwowitsch Selwinski und Alexei Nikolajewitsch Tschitscherin gegründeten Gruppe Literarisches Zentrum der Konstruktivisten (LZK), wobei die Poesie im Mittelpunkt stand.
Die Erlebnisse auf einer Reise nach Zentralasien im Frühjahr 1930 verarbeitete Logowskoi in einer Reihe von Büchern. Die Staatsgrenze und ihre Grenzwächter waren ein Thema seiner Gedichte sowie weitere Reisen in den Ural, nach Aserbaidschan, Dagestan, in den russischen Norden und nach Westeuropa. Er war Militärkorrespondent der Eskadron der Schwarzmeerflotte auf der Fahrt zur Türkei, nach Griechenland und Italien. 1930 trat er in die Russische Assoziation proletarischer Schriftsteller ein. Er war Redaktionsmitglied der Literaturzeitschrift LOKAF der Literaturvereinigung der Roten Armee und Flotte. Er war Mitglied des Schriftstellerverbands der UdSSR seit 1934. Vom Winter 1935 bis zum Frühjahr 1936 war er nach Frankreich abgeordnet. Mehrere Gedichte Lugowskois wurden von Wsewolod Petrowitsch Saderazki vertont. Für Sergei Michailowitsch Eisensteins Film Alexander Newski schrieb er 1937 das Lied Russisches Volk, steh auf! und dazu die Kantate Alexander Newski, die jeweils von Sergei Sergejewitsch Prokofjew vertont wurden.
In späteren Jahren gewannen Lugowskois Dichtungen an Bildhaftigkeit und Emotion.
Während des Großen Terrors verurteilte der Vorstand des Schriftstellerverbandes einige Gedichte Lugowskois als politisch schädlich, so dass Lugowskoi öffentlich Selbstkritik üben musste. Die Veröffentlichung seiner Werke war sehr schwierig, und die Schaffenskrise dauerte bis in die Mitte der 1950er Jahre.
Am 31. Januar 1939 erhielt Lugowskoi das Ehrenzeichen der Sowjetunion. Im September 1939 während des deutschen Überfalls auf Polen nahm Lugowskoi am Feldzug der Roten Armee in das bisher polnische belarussische Gebiet teil. Am Deutsch-Sowjetischen Krieg nahm er wegen seines Gesundheitszustands nicht mehr teil und wurde nach Taschkent evakuiert  (bis 1943). Dann lebte er im Kaukasus. 1945 schrieb er für Eisensteins Iwan der Schreckliche ein Marschlied, das wieder von Prokofjew vertont wurde.
Lugowskois Tochter war die Dramaturgin Ljudmila Wladimirowna Golubkina.
Lugowskoi starb in Jalta und wurde auf dem Moskauer Nowodewitschi-Friedhof begraben. Seinen Grabstein schuf Ernst Iossifowitsch Neiswestny.
Lugowskoi wurde von Konstantin Michailowitsch Simonow in seiner Erzählung 20 Tage ohne Krieg als Dichter Wjatscheslaw Wiktorowitsch dargestellt.